# NHK Hall

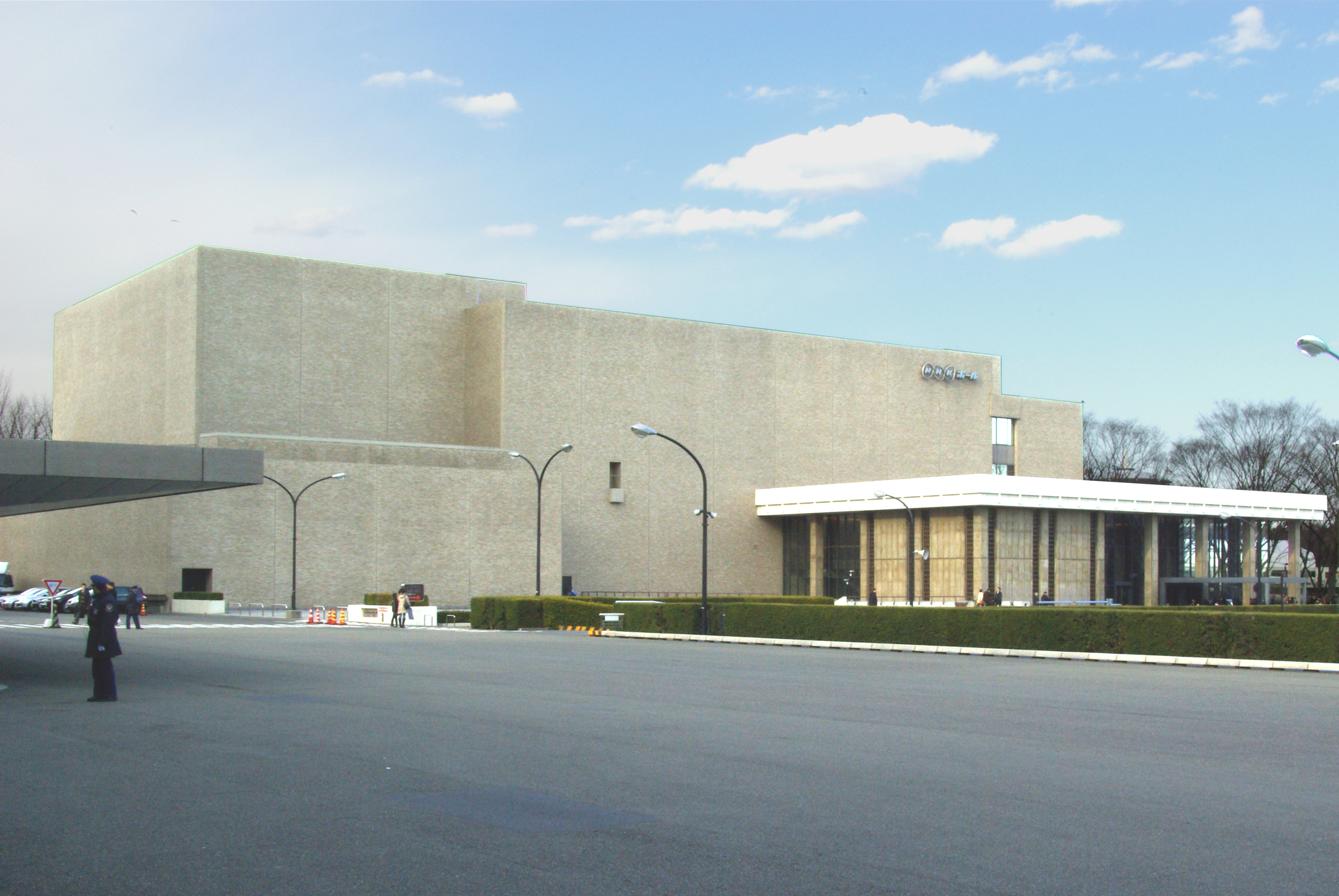
NHK Hall

Die NHK Hall (jap. NHKホール, enu eichi kei hōru; engl. NHK Hall) ist ein Konzertsaal am NHK Hōsō Center („NHK-Sendezentrum“; engl. NHK Broadcasting Center), dem Hauptsitz der Rundfunkgesellschaft NHK, in Shibuya, Präfektur Tokio, Japan. Der Saal ist der Auftrittsort für das NHK-Sinfonieorchester und für Veranstaltungen wie die Japan Music Awards (1979), der Kōhaku Uta Gassen und Konzerte.

## Geschichte
1955 wurde die erste NHK Hall im Tokioter Stadtteil Uchisaiwaichō eröffnet. Nach der Verlegung des Hauptsitzes von NHK und dem Bau des NHK Broadcasting Center wurde dort auch ein neues Konzerthaus gebaut. Die Bauarbeiten zum neuen Gebäude fingen 1972 an, und am 20. Juni 1973 die wurde das Konzerthaus eröffnet.
Die Akustik des Saales wurde als erstes von Nagata Minoru eingerichtet, später von Nagata Onkyō Sekkei (engl. Nagata Acoustics),  während TOA das Sound-Equipment zur Verfügung stellte. Insgesamt hat die NHK Hall Platz für 3.800 Menschen.